# Xenon (processore)
Xenon è un microprocessore, unità di elaborazione centrale della console Microsoft Xbox 360. Il processore venne sviluppato da Microsoft e IBM, con il progetto sotto il nome in codice "Waternoose", che prendeva il nome dal personaggio "Henry J. Waternoose III" di Monsters & Co. L'annuncio dello sviluppo venne reso pubblico a novembre 2003.

## Caratteristiche
Xenon si basa sull'instruction set IBM PowerPC. È costituito da tre cores indipendenti a 3,2 GHz su un singolo die da 165 milioni di transistors. Ogni core ha due threads simmetrici (SMT), per un totale di sei threads disponibili per i videogiochi. Questi cores sono versioni leggermente modificate dell'unità "PPE" (power processing element) presente nel processore Cell utilizzato da PlayStation 3.
Ciascuno dei cores possiede una estensione "VMX128", un nuovo tipo di estensione che discende dalle "VMX" originali (note anche come AltiVec), ed è stata appositamente concepita per l'accelerazione di grafica e fisica nei videogiochi, aumentando il numero di registri da 32 a 128. I 32 registri originali sono mappati nelle prime 32 voci di registro.
Ogni singolo core è dotato di una CPU cache di primo livello larga 64 kB: 32 kB per le istruzioni con associatività a 2 vie (2-way set-associative) e 32 kB per i dati con associatività a 4 vie (4-way set-associative). La cache di secondo livello è invece larga 1 MB, permette una associatività a 8 vie (8-way set-associative) ed è condivisa da tutti e tre i cores. Questa cache ha una frequenza pari a 1,6 GHz e, con un bus a 256 bit, la velocità di trasmissione è di 51,2 GB/s.
Il front side bus a livello fisico ha una trasmissione dati di 21,6 GB/s, divisa in due vie a 10,8 GB/s, con frequenza a 5,4 GHz.
Xenon può raggiungere un picco di performance complessiva in virgola mobile pari a 115,2 GFLOPS. La performance sul prodotto scalare, raggiunge le 9,6 miliardi di operazioni al secondo.

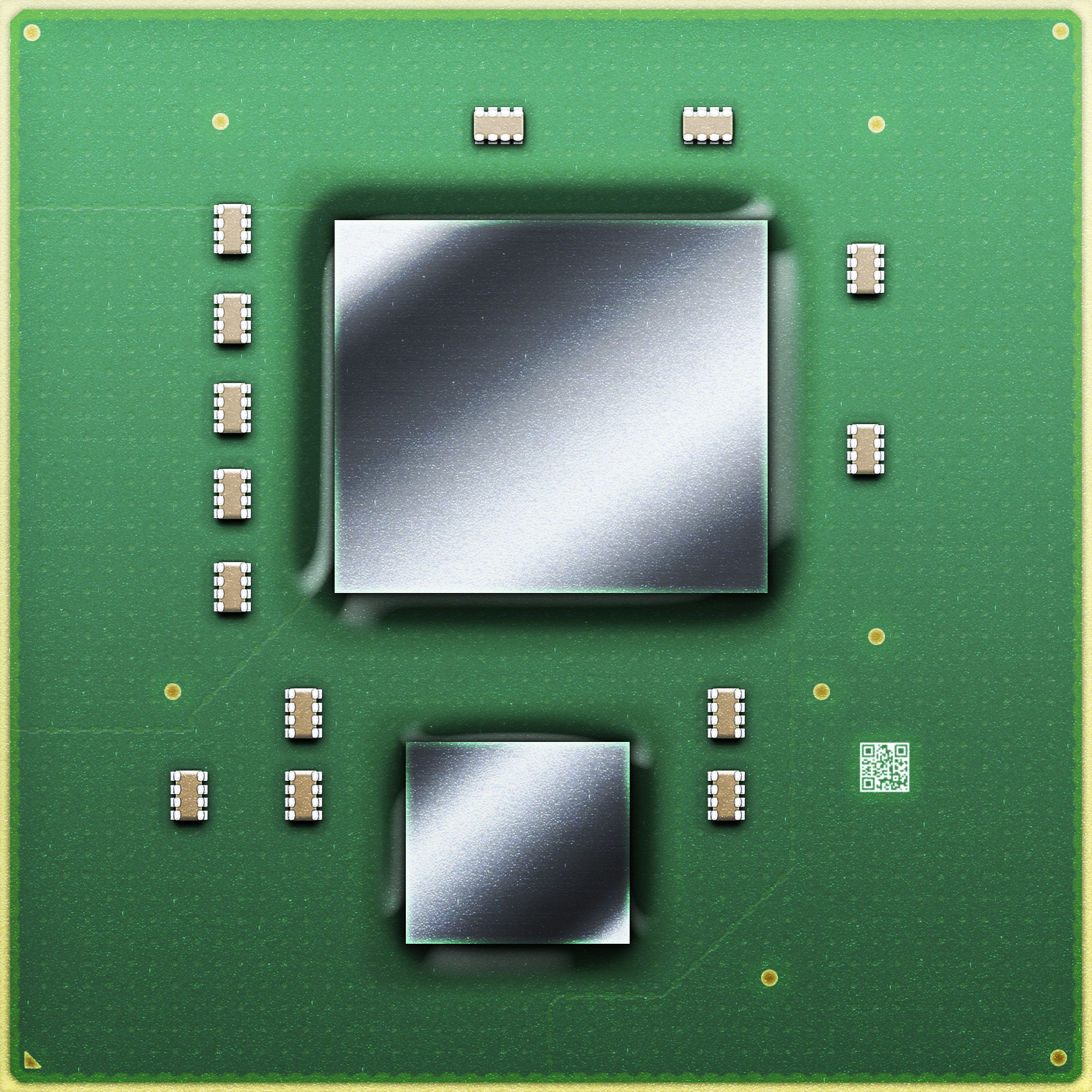
I due chip dell'XCGPU: il più grande è l'XCGPU stesso, il più piccolo è l'eDRAM da

### XCGPU
Il modello "Xbox 360 S" ha introdotto il costrutto "XCGPU": una configurazione che integra l'unità di elaborazione centrale Xenon e l'unità di elaborazione grafica Xenos sullo stesso die, e l'eDRAM nello stesso package.
Questo tipo di configurazione ha avuto dei precedenti con PlayStation 2: la CPU Emotion Engine, la GPU e il controller di memoria sono stati saldati sullo stesso package a costi ridotti, a partire dal modello "Slim". Contiene anche un "blocco di sostituzione del bus" che collega la CPU e la GPU internamente, in modo analogo al ruolo svolto dal bus nei modelli precedenti dove CPU e GPU erano chip separati, cosicché che la configurazione "XCGPU" non cambi le caratteristiche hardware di Xbox 360.
"XCGPU" contiene 372 milioni di transistors ed è stato prodotto da GlobalFoundries con una litografia a 45 nm. Rispetto al chipset originale di Xbox 360, i requisiti di alimentazione elettrica combinata sono stati ridotti del 60% e l'area fisica del chip del 50%.